# Andrew Morgan (regisseur)
Andrew Morgan (Somerset (Engeland), 1942) is een Engelse regisseur. Hij regisseerde televisieseries in Nederland, Verenigd Koninkrijk en Duitsland. In Nederland regisseerde hij in de jaren negentig de dramaserie Vrouwenvleugel.

## Carrière

### Als regisseur
- The Onedin Line (1971-1980)
- Sutherland's Law (1973-1976)
- Everyday Maths (1978-1979)
- Secret Army (1979)
- Blakes 7 (1980)
- Buccaneer (1980)
- Triangle (1981-1983)
- King's Royal (1982-1983)
- Squadron (1982)
- The Fourth Arm (1983)
- Dramarama (1983-1989)
- Cold Warrior (1984)
- Juliet Bravo (1985)
- One by One (1987)
- Knights of God (1987)
- White Peak Farm (1988)
- Doctor Who (1987-1988)
- Casualty (1989-1990)
- Vrouwenvleugel (1993-1995)
- Die Wache (1994-1996)
- The Famous Live (1996)
- Heartbeat (2003-2008)